# Dilobinae
Sous-famille
Les Dilobinae sont une sous-famille de lépidoptères nocturnes de la famille des Noctuidae. Elle ne compte qu'un seul genre (Diloba Boisduval, 1840) selon certains auteurs, et deux genres (Diloba et Raphia Hubner, 1821) selon d'autres.